# 米爾內 (阿爾漢格爾斯克州)
62°46′N 40°20′E / 62.767°N 40.333°E
米爾內（俄语：Ми́рный）是俄羅斯阿爾漢格爾斯克州的一個城市，位於北德維納河下游。2002年人口為23,430人。
1957年建城。1966年因為開發普列謝茨克航天發射場成為保密行政區。